# The Sun Days
The Sun Days es una banda de indie pop de Gotemburgo (Suecia). Stereogum describió la banda como una de las mejores nuevas bandas en el mundo. Pitchfork También ha escrito positivamente de ellos.

## Historia
The Sun Days publicó su primer sencillo, «You can't make me make up my mind», a fines de 2013. A principios de 2014 continuaron con el lanzamiento de su segundo sencillo, «Don't need to be them». Después de un periodo de silencio, la banda publicó su álbum debut de larga duración en 2015 a través de la discográfica sueca de indie Luxury y la discográfica japonesa Tower Records Japan Inc.. En 2016, Run For Cover Records anunció que publicarían el álbum de debut de forma limitada.

## Miembros de banda
- Lea Rambell - voz
- Simon Boontham - guitarra
- Joe Enocsson -  guitarra / voz
- Erik Bjarnar - Batería
- Johan Ramnebrink - bajo

## Discografía
Álbumes de estudio
- Álbum - CD (2015, Luxury + Tower Records)
- Álbum - LP (2016, Run For Cover Records)

Singles
- You can't make me make up my mind (2013, Luxury)
- Don't need to be them (2014, Luxury)
- Get him off your mind (2014, Luxury)
- Busy people (2015, Luxury)